# Camponotus overbecki
Camponotus overbecki é uma espécie de inseto do gênero Camponotus, pertencente à família Formicidae.